# Geshe Lhakdor
Geshe Lhakdor tibétain : དགེ་བཤེས་ལྷག་རྡོར, Wylie : dge bshes lhag rdor, également Geshe Lobsang Jordhen et Geshe Lhakdor Lobsang Jordan tibétain : བློ་བཟང་འབྱོར་ལྡན, Wylie : blo bzang 'byor ldan, ( né en 1956) est un érudit bouddhiste tibétain qui a co-écrit et co-traduit plusieurs livres sur le bouddhisme tibétain . Il était également un traducteur anglais du 14e dalaï-lama . Il est directeur de la Bibliothèque des œuvres et archives tibétaines à Dharamsala en Inde. Il est également professeur honoraire à l'université de la Colombie-Britannique au Canada,,,.

## Jeunesse
Il est né à Yakra, au Tibet en 1956. Il a dû fuir le Tibet, alors qu'il n'avait que 6 ans en 1962. Après son exil, il a fréquenté l'école centrale pour les Tibétains à Dalhousie en Inde, de 1972 à 1976.
En 1976, il rejoint l'Institut de dialectique bouddhiste à Dharamsala en Inde, où il étudie la philosophie bouddhiste et termine avec succès son Master de Prajnaparamita en 1982.
De 1986 à 1989, il a travaillé comme traducteur et assistant de recherche à la Tibet House à New Delhi.
En 1989, il obtient sa maîtrise de philosophie à l'université de Delhi. Et il a obtenu son diplôme de guéshé à l'Université monastique de Drepung Loseling dans l'État du Karnataka dans le sud de l'Inde,.

## Carrière
Il a été traducteur et assistant religieux du dalaï-lama en 1989. Tout en travaillant comme assistant du dalaï-lama, il a traduit plusieurs livres du dalaï-lama de l'anglais vers le tibétain et du tibétain vers l'anglais, tels que The Way to Freedom, Du bonheur de vivre et de mourir en paix, Clarté de l'esprit, Lumière du cœur entre autres.
En 2005, il est devenu directeur de la Bibliothèque des œuvres et archives tibétaines à Dharamsala en Inde,.

## Hommages
Geshe Lhakdor a reçu un poste de professeur honoraire de l'université de la Colombie-Britannique à Vancouver au Canada en 2002 et de l'université de Delhi, Département de psychologie en 2008.

## Livres co-traduits
- The Way to Freedom[11]
- The Joy of Living and Dying in Peace[12]
- Awakening the Mind and Lightening the Heart[13]
- Stages of Meditation (commentary on the Bhāvanākrama). Translated with Losang Choephel Ganchenpa and Jeremy Russell. Snow Lion, 2003.  (ISBN 978-1-55939-197-9)